# Pastel de sangre
Pastel de sangre és un film de terror rodat l'any 1971,compost de quatre esquetxos, primeres obres dels directors Jaime Chávarri, Emilio Martínez Lázaro, Josep Maria Vallès i Torner i Francesc Bellmunt.